# Caistor St. Edmund
Caistor St. Edmund – wieś w Anglii, w hrabstwie Norfolk, w dystrykcie South Norfolk. Leży 5 km na południe od Norwich i 155 km na północny wschód od Londynu.
Miejscowość liczy 270 mieszkańców.